# Marko Bošnjak
Marko Bošnjak (Mostar, 11 gennaio 2004) è un cantautore bosniaco con cittadinanza croata.
Ha rappresentato la Croazia all'Eurovision Song Contest 2025 con il brano Poison Cake.

## Biografia
Nato a Mostar, in Bosnia ed Erzegovina, da genitori di origine croata, è salito alla ribalta nei paesi dell'ex Jugoslavia nel 2015, anno in cui ha vinto la seconda edizione del talent show serbo Pinkove zvezdice, trasmesso su RTV Pink.
Nel 2021 è stato confermato tra i partecipanti di Dora, la selezione croata per l'Eurovision Song Contest 2022, con il brano Moli za nas, piazzandosi secondo dietro alla vincitrice Mia Dimšić. Nell'aprile 2022 ha partecipato alla 62ª edizione del Festival di Spalato, dove ha presentato l'inedito Pjesma za kraj.
Nell'estate 2024 Bošnjak si è esibito alla parata dell'orgoglio di Zagabria, mentre nel settembre dello stesso anno ha partecipato in uno spettacolo di beneficenza per Gaza al Klub Močvara della capitale, il cui ricavato è stato donato all'Agenzia delle Nazioni Unite per il soccorso e l'occupazione dei profughi palestinesi nel vicino oriente (UNRWA).
Nel dicembre 2024 è stato nuovamente confermato per l'edizione 2025 di Dora; alla competizione, dove ha gareggiato con la canzone Poison Cake, è riuscito a superare le semifinali e a giungere in finale. Poison Cake è stato poi dichiarato il brano vincitore dell'evento, dopo essere stato quello preferito dalla giuria nazionale ed internazionale, nonché la quarta proposta preferita dal pubblico; dunque, Bošnjak si è guadagnato il diritto di rappresentare la Croazia all'Eurovision Song Contest 2025. Nello stesso anno è stato confermato come concorrente alla nona edizione di Tvoje lice zvuči poznato, versione croata del programma televisivo Tu cara me suena, in onda sull'emittente Nova TV, dove si è ritirato dopo la registrazione del settimo episodio per concentrarsi sulla partecipazione eurovisiva. Nel maggio successivo, si è esibito durante la prima semifinale dell'Eurovision Song Contest, non riuscendo però a qualificarsi per la finale.

## Discografia

### Singoli
- 2022 – Moli za nas
- 2022 – Pjesma za kraj
- 2023 – Spokojan
- 2023 – Nema
- 2024 – Pusti me
- 2024 – Asfalt (con Iva Lorens)
- 2024 – Takav dan
- 2024 – Zdravo budi mladi kralju
- 2025 – Poison Cake
- 2025 – Villain